# Henrik Christiansen (nadador)
Henrik Christiansen (Lørenskog, 9 de octubre de 1996) es un deportista noruego que compite en natación, especialista en el estilo libre.
Ganó una medalla de plata en el Campeonato Mundial de Natación de 2019 y cuatro medallas en el Campeonato Mundial de Natación en Piscina Corta, en los años 2018 y 2022.
Además, obtuvo dos medallas de plata en el Campeonato Europeo de Natación, en los años 2016 y 2018, y cuatro medallas en el Campeonato Europeo de Natación en Piscina Corta entre los años 2015 y 2019.
Participó en dos Juegos Olímpicos de Verano, ocupando el octavo lugar en Río de Janeiro 2016 (1500 m libre) y el noveno en Tokio 2020 (800 m libre).

## Palmarés internacional
| Campeonato Mundial                  | Campeonato Mundial      | Campeonato Mundial | Campeonato Mundial |
| Año                                 | Lugar                   | Medalla            | Prueba             |
| ----------------------------------- | ----------------------- | ------------------ | ------------------ |
| 2019                                | Gwangju (Corea del Sur) | Medalla de plata   | 800 m libre        |
| Campeonato Mundial en Piscina Corta |                         |                    |                    |
| Año                                 | Lugar                   | Medalla            | Prueba             |
| 2018                                | Hangzhou (China)        | Medalla de plata   | 400 m libre        |
| 2018                                | Hangzhou (China)        | Medalla de bronce  | 1500 m libre       |
| 2022                                | Melbourne (Australia)   | Medalla de plata   | 800 m libre        |
| 2022                                | Melbourne (Australia)   | Medalla de bronce  | 1500 m libre       |
| Campeonato Europeo                  |                         |                    |                    |
| Año                                 | Lugar                   | Medalla            | Prueba             |
| 2016                                | Londres (Reino Unido)   | Medalla de plata   | 400 m libre        |
| 2018                                | Glasgow (Reino Unido)   | Medalla de plata   | 400 m libre        |
| Campeonato Europeo en Piscina Corta |                         |                    |                    |
| Año                                 | Lugar                   | Medalla            | Prueba             |
| 2015                                | Netanya (Israel)        | Medalla de bronce  | 1500 m libre       |
| 2017                                | Copenhague (Dinamarca)  | Medalla de bronce  | 400 m libre        |
| 2017                                | Copenhague (Dinamarca)  | Medalla de bronce  | 1500 m libre       |
| 2019                                | Glasgow (Reino Unido)   | Medalla de plata   | 1500 m libre       |